# جان جی. کریتندن
جان جی. کریتندن (به انگلیسی: John J. Crittenden) سناتور سابق عضو حزب دموکرات-جمهوری‌خواه بود. وی در سال ۱۸۱۷ تا ۱۸۱۹ و ۱۸۳۵ تا ۱۸۴۱ و ۱۸۴۲ تا ۱۸۴۸ و ۱۸۵۵ تا ۱۸۶۱ میلادی سناتور ایالت کنتاکی در سنای ایالات متحده آمریکا بود.